# ذنب قيطس الشمالي
ذنب قيطس الشمالي أو إيوتا قيطس (بالإنكليزية Iota Ceti) وله اسم تقليدي Deneb Kaitos Shemali مشتق من الاسم العربي، وهو نجم في كوكبة قيطس.
ينتمي إلى الفئة الطيفية K1.5III و يملك قدرا ظاهريا 3.56 و يبعد حوالي 290 سنة ضوئية عن الأرض